# Proasellus slavus
Proasellus slavus és una espècie de crustaci isòpode pertanyent a la família dels asèl·lids present a Itàlia, els territoris de les antigues República Federal Socialista de Iugoslàvia i Txecoslovàquia (Eslovàquia), Alemanya (com ara, Baviera), Àustria i Polònia, incloent-hi el riu Drava.
La reproducció ocorre durant tot l'any, tot i que amb un màxim a principis de l'estiu. Les femelles poden pondre un nombre relativament gran d'ous, tot i la petitesa d'aquesta espècie.
Les seues principals amenaces a la conca del riu Drava a Croàcia són la contaminació per plaguicides provinents dels sòls conreats, l'abocament de residus i les aigües superficials contaminades.